# Lunar Orbiter 4
Lunar Orbiter 4 là một tàu vũ trụ không người lái của Hoa Kỳ, một phần của chương trình Lunar Orbiter, được thiết kế để bay quanh Mặt trăng, sau ba tàu vũ trụ trước đó đã hoàn thành các nhu cầu cần thiết cho việc lựa chọn địa điểm hạ cánh và lập bản đồ cho chương trình Apollo. Nó được đưa ra một mục tiêu tổng quát hơn, để "thực hiện một cuộc khảo sát có hệ thống rộng rãi các đặc điểm bề mặt mặt trăng để nâng cao kiến thức khoa học về bản chất, nguồn gốc và quy trình của chúng, và làm cơ sở để lựa chọn các địa điểm nghiên cứu khoa học chi tiết hơn với các nhiệm vụ quỹ đạo và hạ cánh tiếp theo ". Nó cũng được trang bị để thu thập các dữ liệu Mặt Trăng, cường độ bức xạ, và dữ liệu tác động của vi thiên thạch. Tàu vũ trụ này được đặt trong quỹ đạo gần Mặt Trăng và được đẩy vào quỹ đạo elip gần cực cao để thu thập dữ liệu. Thông tin quỹ đạo là 2.706 x 6.111 km (1.681 mi × 3,797 mi) với độ nghiêng 85,5 độ và chu kỳ là 12 giờ.
Sau khi chụp ảnh ban đầu vào ngày 11 tháng 5 năm 1967, các vấn đề bắt đầu xảy ra với cửa nhiệt của máy ảnh, không đáp ứng tốt với các lệnh mở và đóng. Sợ rằng cánh cửa có thể bị kẹt ở vị trí khép kín bao trùm thấu kính camera dẫn đến quyết định để cửa mở hoàn toàn. Điều này đòi hỏi các thao tác kiểm soát độ cao bổ sung trên mỗi quỹ đạo để ngăn chặn rò rỉ ánh sáng vào máy ảnh sẽ làm hỏng phim đã chụp. Vào ngày 13 tháng 5, người ta phát hiện ra rằng rò rỉ ánh sáng đã làm hư hại một số ảnh, và cánh cửa đã được kiểm tra và đóng lại một phần. Một số sương mù của ống kính sau đó đã bị nghi ngờ do ngưng tụ do nhiệt độ thấp. Những thay đổi về độ cao đã làm tăng nhiệt độ của máy ảnh và hầu hết đã loại bỏ sương mù. Việc tiếp tục các vấn đề với cơ chế đọc lại cuộn phim bắt đầu và dừng bắt đầu vào ngày 20 tháng 5 đã dẫn đến quyết định chấm dứt phần chụp ảnh của nhiệm vụ này vào ngày 26 tháng 5. Mặc dù có vấn đề với việc đọc toàn bộ ảnh đã chụp đã được đọc và truyền về Trái Đất. Tàu vũ trụ đã lấy dữ liệu ảnh từ ngày 11 đến 26 tháng 5 năm 1967 và đọc ra từ ngày 1 tháng 6 năm 1967. Quỹ đạo sau đó được hạ xuống thấp hơn để thu thập dữ liệu quỹ đạo cho nhiệm vụ Lunar Orbiter 5 tiếp theo.